# Jan van de Mortel
Jan Christiaan Alphonse Maria van de Mortel (Tilburg, 19 juli 1880 - aldaar, 21 december 1947) was een Nederlands jurist en politicus.

## Loopbaan
Van de Mortel was advocaat in Tilburg, en vanaf 1911 ook gemeenteraadslid voor de RKSP. Vanaf 1916 vertegenwoordigde hij die partij in de Provinciale Staten van Noord-Brabant. Voorts was hij burgemeester van Tilburg van 15 januari 1940 tot 27 oktober 1946 en lid van de Eerste Kamer tussen 1939 en 1947.
Als burgemeester van Tilburg kreeg hij te maken met de Duitse bezetting. Het gemeentebestuur van Tilburg collaboreerde niet met de bezetter in de mate die elders gebruikelijk was; veel ambtenaren leverden actieve of passieve steun aan het verzet. In 1944 wist Van de Mortel te voorkomen dat de Sicherheitsdienst represailles uitvoerde na de spectaculaire Tilburgse zegeltjeskraak, waarbij 105.000 controlezegels voor de distributiestamkaart waren ontvreemd uit het stadhuis. Op 12 juli 1944 werd hij door de Duitsers uit zijn ambt gezet en geïnterneerd in Sint-Michielsgestel; na de bevrijding van het zuiden kreeg hij in oktober 1944 het burgemeesterschap weer terug.
Hij was een van de drie leden van de commissie die met de zuivering van de ambtenarij was belast en adviseerde om secretaris-generaal Karel Johannes Frederiks eervol te ontslaan.

## Monument
Op het naar hem genoemde Van de Mortelplein in Tilburg staat sinds 1958 een borstbeeld van hem dat gemaakt is door de kunstenaar Albert Termote.